# Sehotepkarê Antef
Pour les articles homonymes, voir Antef.
Sehotepkarê Antef IV est un roi de la XIIIe dynastie égyptienne.

## Attestations
Sehotepkarê Antef est attesté sur le Canon royal de Turin (7.22), le papyrus le situe entre Smenkhkarê Imyramesha et Meribrê Seth. Sehotepkarê Antef est également attesté sur la liste de Karnak. Au-delà de ces documents, Sehotepkarê Antef est attesté par la moitié inférieure d'une statue assise provenant du complexe du temple de la déesse Rénénoutet à Médinet Mâdi dans le Fayoum. La statue, JE 67834, se trouve maintenant au Musée égyptien du Caire.

## Durée du règne
La durée de son règne est perdue dans une lacune du Canon royal de Turin et ne peut être récupérée, sauf pour la fin de l'inscription qui se lit ... [et] 3 jours. Kim Ryholt donne dix ans pour les règnes combinés de Smenkhkarê Imyramesha, Sehotepkarê Antef et Meribrê Seth. Un autre élément de preuve concernant le règne de Sehotepkarê Antef se trouve sur le papyrus Boulaq 18 qui rapporte, entre autres, la composition d'une famille royale comprenant dix sœurs du roi, un nombre indéterminé de frères du roi, trois filles du roi, un fils nommé Redienef et une reine nommée Aya. Même si le nom du roi est perdu dans une lacune, l'analyse du papyrus par Ryholt ne laisse que Smenkhkarê Imyramesha et Sehotepkarê Antef comme possibilités, ce qui est significatif car le papyrus rapporte deux dates : une Année 3 et une Année 5. De plus, une date 5e année, 4e mois du Chémou, 18e jour est connue à partir de la pyramide inachevé voisine de celle de Khendjer, pyramide qui pourrait donc avoir été construit par la même personne, peut-être Sehotepkarê Antef.
Les circonstances exactes de la fin du règne de Sehotepkarê Antef sont inconnues, mais le fait que son successeur Meribrê Seth n'a pas utilisé de nom de filiation indique peut-être une naissance non royale. Par conséquent, Ryholt propose que Meribrê Seth ait pu usurper le trône.